# Luboš Hoker
Luboš Hoker (* 8. listopadu 1982 Hradec Králové) je český logistik, lídr kandidátky hnutí STAN ve volbách v roce 2022 do Zastupitelstva města Hradec Králové.

## Život
V letech 1998 až 2002 absolvoval SPŠ Hradec Králové a následně v letech 2003 až 2009 studoval informační management na Univerzitě Hradec Králové. Nicméně během studií pochopil, že informatika není jeho obor a školu nedokončil. Zaměřil se více na to, co umí nejlépe, a to jsou jazyky a komunikace s lidmi. Získal státní zkoušku z anglického jazyka.
Začínal v letech 2007 až 2008 u operátora T-Mobile. V letech 2008 až 2020 pracoval v oblasti strategie plánování výroby ve společnosti Kimberly-Clark v Jaroměři na Náchodsku, která vyrábí toaletní a hygienické potřeby. Následně v letech 2020 až 2021 působil jako plánovač v gumárenské společnosti Trelleborg Group v Hradci Králové. Od října 2021 je pak zaměstnancem společnosti IFF ve Smiřicích na Královéhradecku, kde zastává pozici team leadera v oblasti interní logistiky.
Luboš Hoker žije ve městě Hradec Králové. Je držitelem certifikátu pro coaching a situační vedení lidí, velké zkušenosti má také v oblasti bezpečnosti práce.

## Politické působení
V komunálních volbách v roce 2022 byl lídrem kandidátky hnutí STAN do Zastupitelstva města Hradec Králové a tudíž i kandidátem na post primátora. Ve volbách však neuspěl, hnutí se do zastupitelstva nedostalo.